# Таб
Таб (мађ. Tab) град је у средишњој Мађарској. Таб је град у оквиру жупаније Шомођ.
Град има 4.396 становника према подацима из 2010. године.

## Географија
Град Таб се налази у средишњем делу Мађарске. Од престонице Будимпеште град је удаљен око 140 километара југозападно.
Таб се налази у средишњем делу Панонске низије, близу јужне обале Балатона. Дати предео је брежуљкаст. Надморска висина места је око 150 m.

## Галерија
- Радна зона
- Галерија „Ференц Нађ“